# 板谷和也
板谷 和也（いたや かずや、1975年 - ）は、日本の経済学者。流通経済大学経済学部教授。長野県上田市生まれ。長野市出身。

## 人物
東京大学大学院での指導教授は原田昇。

専攻は交通論,交通政策論,都市工学。

研究領域は、鉄道輸送,新交通システム,自動車輸送(バス,タクシー)を中心とする都市公共交通及び地方公共交通。国内外の鉄道政策。

欧州(特にフランス)の交通政策,公共交通に精通する研究者である。

交通政策の専門家として、地方公共団体での交通計画策定にも携わっている。

研究以外の関心領域は、陸上競技,(趣味としての)鉄道。

## 経歴
- 1994年 - 長野県長野高等学校卒業
- 1995年 - 東京大学教養学部 文科三類 入学
- 2000年 - 東京大学工学部 都市工学科 卒業
- 2002年 - 東京大学大学院新領域創成科学研究科 修士課程修了
- 2005年 - 東京大学大学院新領域創成科学研究科 博士課程修了（環境学博士）
- 2005年 - 横須賀市都市政策研究所 研究員
- 2006年 - 財団法人豊田都市交通研究所 研究員
- 2008年 - 財団法人運輸調査局 調査研究センター 研究員
- 2012年 - 一般財団法人運輸調査局 情報センター 主任研究員
- 2015年 - 流通経済大学経済学部 准教授
- 2016年 - 流通経済大学経済学部 教授(現在に至る)
- 2022年 - 流通経済大学大学院 経済学研究科長(現在に至る)

## 所属学会
- 日本交通学会,日本交通政策研究会[10],日本計画行政学会,交通工学研究会,日本都市計画学会,土木学会,日本観光研究学会,日本モビリティ・マネジメント会議,日本物流学会

## 著書
共著
- 『地域魅力を高める「地域ブランド」戦略―自治体を活性化した16の事例』（2008年、東京法令出版、ISBN 978-4809040467）
- 『グリーン経済政策と交通―経済・エネルギー危機への対応戦略』（2014年、成文堂、ISBN 978-4330464145）
- 『次世代モビリティ社会を見据えた 都市・交通政策ー欧州の統合的公共交通システムと都市デザイン―』(2014年、公益財団法人日本都市センター、ISBN 978-4909807113)
- 『交通政策入門(第2版)』(2018年、同文館出版、ISBN 978-4495440428)
- 『交通政策入門(第3版)』(2023年、同文館出版、ISBN 978-4495440435)

分担執筆
- 『鉄道と地域発展』（2014年、勁草書房、ISBN 978-4326549498）
- 『地域モビリティの再構築』(2021年、薫風社、ISBN 978-4902055412)

他多数

## 論文
- 「コロンビア・ボゴタにおける交通政策 : トランスミレニオを中心に」 2020年,『都市計画』,日本都市計画学会, 69巻5号 p.98-101, NAID 40022347814
- 「フランスの都市交通政策における契約に関する論点整理」 2016年,『流通経済大学創立五十周年記念論文集』 流通経済大学, 1号 p.307-321, NAID 120006217800
- 「都市公共交通運営の今後の方向性」 2013年,「公営企業」 地方財務協会, NAID 40019729576
- 「フランスの都市交通運営組織の特徴と近年の動向 (PDF) 」 2012年,『運輸と経済』 運輸調査局, 72巻 11号 p.82-90, NAID 40019486590
- 「海外トピックス フランスのゴムタイヤトラム : ドゥエーの事例を中心に (PDF) 」 2011年,『運輸と経済』 運輸調査局, 73巻 10号 p.100-102, NAID 40019825976
- 「海外交通事情 英仏の都市公共交通政策に関する比較研究序論 : 首都と地方都市の関係を中心に」 2011年,『運輸と経済』 運輸調査局, 73巻 7号p.84-91, NAID 40019739831
- 「交通基本法の論点－フランスの制度とその運用をもとに」『交通権』 2011年 2011巻 28号 p.4-11, 交通権学会, doi:10.20611/kotsuken.2011.28_4, NAID 110009573410
- 「鉄道廃線事例の類型化－関係主体の行動を中心に－」『交通学研究』 2011年 54巻 p.105-114, 日本交通学会, doi:10.32238/koutsugakkai.54.0_105, NAID 130007654910

ほか

## コラム
- 『わが国公共交通の現在とこれから』(2009年・交通新聞)
- 『交通基本法に関する2つの論点』(2010年・交通新聞)
- 『赤字鉄道路線をどうすべきか』(2013年・交通新聞)
- 『鉄道がその強みを維持するために』(2014年・交通新聞)
- 『都市公共交通における深夜運行の意義と課題』(2014年・交通新聞)
- 『日欧の鉄道利用者数を比べる』(2014年,「鉄道ジャーナル」・成美堂出版)
- 『JR北海道の維持困難線区を維持するために』(2020年,「鉄道ジャーナル」・成美堂出版)

ほか

## 公的な職務(過去のものを含む)
- 「富士見市地域公共交通会議」副会長(埼玉県富士見市)
- 「白井市地域公共交通活性化協議会」副会長（千葉県白井市）
- 「都市交通マスタープラン検討委員会」委員 （東京都足立区）
- 「千葉市開発審査会」会長(千葉県千葉市)
- 「三芳町政策アドバイザー(公共交通分野)」（埼玉県三芳町）
- 「龍ケ崎市地域公共交通協議会」会長(茨城県龍ケ崎市)
- 「利根町地域公共交通活性化協議会」会長(茨城県利根町)
- 「印西市地域公共交通会議」副会長(千葉県印西市)
- 「新座市地域公共交通会議」会長(埼玉県新座市)
- 「練馬区地域公共交通活性化協議会」委員(東京都練馬区)
- 「道路交通アセスメント検討会」委員(国土交通省)
- 「鉄道事業者と地域の協働による地域モビリティの刷新に関する検討会」委員(国土交通省)
- 「TX県内延伸に関する第三者委員会」委員(茨城県)
- 「地域公共交通コーディネーター」(国土交通省・中部運輸局)
- 「日本交通学会」 理事
- 一般財団法人交通経済研究所 客員研究員

ほか

## 講演・シンポジウム
- 「公共交通の現状とこれから〜財源問題を中心に」（横浜の公共交通活性化をめざす会）2010年
- 「フランスの交通基本法とまちづくり」（「交通まちづくり研究会」〈土木計画学研究委員会〉）2010年
- 「地域公共交通の現状と将来展望」(「JR五日市線改善促進協議会」)2011年
- 「公共交通の改革とまちづくり 国内外の事例から考える」（長野県松本市）2013年
- 「地域住民のためになる路線バスをみんなでつくりだす」（「地域バス交通活性化セミナー」国土交通省北陸信越運輸局）2015年
- 「人口減少時代のまちづくりと地域公共交通の再構築」(「第17回都市経営セミナー」(日本都市センター)) 2015年
- 「住民・自治体・交通事業者の協働でつくりあげるバス交通のこれからを考える」(「地域バス交通活性化セミナー」(国土交通省関東運輸局))2016年
- 「公共交通を軸とした持続可能なまちづくり」(「千葉県JR複線化推進期成同盟」(千葉県))2017年
- 「バス運転者不足問題から公共交通の将来を考える」（「地域バス交通活性化セミナー」国土交通省北陸信越運輸局）2018年
- 「乗って育てるコミュニティバス」(茨城県龍ケ崎市,2019年)
- 「鉄道廃線と代替交通 バスは鉄道を代替できるのか」(「公共交通マーケティング研究会 第5回例会」)2019年
- 「クルマ社会における公共交通の維持・発展に向けて」(「令和4年度 公共交通シンポジウムin九州」(国土交通省九州運輸局))2023年
- 「地域公共交通再構築元年 スターアップセミナー」(名古屋大学大学院環境学研究科附属持続的発展教育研究センター)2023年
- 「トークセッション「鉄道の価値・可能性」」(「地域鉄道フォーラム2023」(一般社団法人 交通環境整備ネットワーク))2023年
- 「地方共生と地方公共交通のあり方～今後の鉄道の役割から～」(「第5回鉄道の未来を地域から考える学習会」(日本輸送サービス労働組合連合会))2024年

他多数

## テレビ出演
- 『不採算路線 鉄道をどう維持する？』(「NHKニュースおはよう日本」,2017年3月29日,NHK総合テレビ)[11]
- 『“鉄路縮小”の衝撃～私たちは何を選ぶのか～』(「北海道スペシャル」,2017年6月30日,NHKBS1,NHK札幌放送局制作)[12]
- 『つなげるか未来へ～豪雨1年・ローカル線の光と影～』(「NNNドキュメント18」,2018年7月30日,日本テレビ) [13]
- 『廃線か？存続か？ 赤字ローカル線 生活の足どうする？』(「日経ニュースプラス9」,2022年8月17日,BSテレ東)  [14]
- 『深刻なドライバー不足…どう対応？ 年齢の上限引き上げや外国人の受け入れ ライドシェアの参入も検討か』(「newsランナー」,2023年9月20日,関西テレビ)

など